# Кникенбайн
Кникенбайн е напитка от немски произход, подходяща за консумация по всяко време на деня. Приготвя се винаги с жълтък и две различни спиртни напитки. Освен това жълтъкът трябва да бъде цял и непокътнат. Приготвя се бързо в тясна чаша, като първо се сипва по-тежкият ликьор, последван от напитка с по-малка плътност. Жълтъкът може да се поръси със смлени орехи, настърган шоколад или други подходящи по вкус съставки. Кникенбайнът се пие на една глътка.